# Bandeirantes (ort)
Bandeirantes är en ort i Brasilien.   Den ligger i kommunen Bandeirantes och delstaten Paraná, i den södra delen av landet, 900 km söder om huvudstaden Brasília. Bandeirantes ligger 424 meter över havet och antalet invånare är 29 494.
Terrängen runt Bandeirantes är platt, och sluttar norrut.
Omgivningarna runt Bandeirantes är en mosaik av jordbruksmark och naturlig växtlighet. Runt Bandeirantes är det ganska tätbefolkat, med 75 invånare per kvadratkilometer.